# Maxime Tshibangu
Maxime Tshibangu est un acteur français de télévision et de théâtre. Il passe sa jeunesse à Arras et sort en 2008 du Cours Florent.
Il a été remarqué dans la série télévisée Ainsi soient-ils dans le rôle de Boubaker, le porte-parole des sans-logis africains.

## Filmographie

### Télévision
- 2012 : Ainsi soient-ils, épisodes 1.5 à 1.8 : Boubaker, le porte-parole des sans-logis
- 2011 : L'Attaque, épisodes 1 à 3
- 2011 :  Julie Lescaut, épisode La mariée du pont neuf de Christophe Barbier : Le facteur
- 2010 :  Boulevard du Palais, épisode Au cœur du piège : Commis d'office
- 2009 :  Pigalle, la nuit, épisodes 1.4 à 1.6 : Max, jeune
- 2009 : PJ, épisodes Règlement de comptes, Le deal et Le flag : Alphonse
- 2009 : L'École du pouvoir  (mini-série) de Raoul Peck : Joseph Songo

## Théâtre
- 2013 : La Réunification des deux Corées de Joël Pommerat, création à l’Odéon-Théâtre de l'Europe - Ateliers Berthier, Paris, puis tournée internationale[2]
- 2008 : Il faut penser à partir de Léon Masson, Théâtre du Marais, Paris[3]